# Nanterre
Nanterre é uma comuna francesa situada no departamento dos Altos do Sena e da região da Île-de-France. A cidade faz parte da região metropolitana de Paris, ficando a apenas 11.1 km ao oeste do centro da capital francesa. 
Seus habitantes eram chamados inicialmente nanterrois; depois, nanterriens.
Nanterre recebe significativo número de estudantes estrangeiros na Universidade de Paris X - Nanterre (Université Paris Ouest Nanterre la Défense), alguns dos quais se instalam dentro do próprio campus, na  residência universitária. A Universidade de Nanterre é conhecida por ter sido o ponto de origem do movimento estudantil de Maio de 68.
Parte do importante centro comercial e empresarial La Défense se localiza dentro dos limites de Nanterre.
Nanterre era também o local escolhido por muitos portugueses para irem viver. Mais de metade dos habitantes de Nanterre são de origem portuguesa

## Toponímia
O nome "Nanterre" aparece em textos do século VI mas suas raízes célticas, "Nemeto-Duro-", revelam uma origem muito mais antiga e a existência de um habitat importante de caráter militar e cultural. Nemeto significa em celta santuário ou templo, e duro- fortaleza ou porta. Nanterre seria então a fortaleza do santuário ou a fortaleza sagrada. Esta fortaleza santificada tinha estado na colina do Mont Valérien. Latinizado em Nemetodurum depois Nemptodoro, o nome evoluiu para Nantuerre (Nanturra no século XII, em latim medieval).